# Arthur John Evans
Pour les articles homonymes, voir Evans.
Arthur John Evans (né le 8 juillet 1851 à Nash Mills dans le Hertfordshire et mort le 11 juillet 1941 à Boars Hill dans le Oxfordshire) est un archéologue anglais, qui a mis au jour le site de Cnossos en Crète et est à l'origine des découvertes du XXe siècle sur la civilisation minoenne.

## Biographie

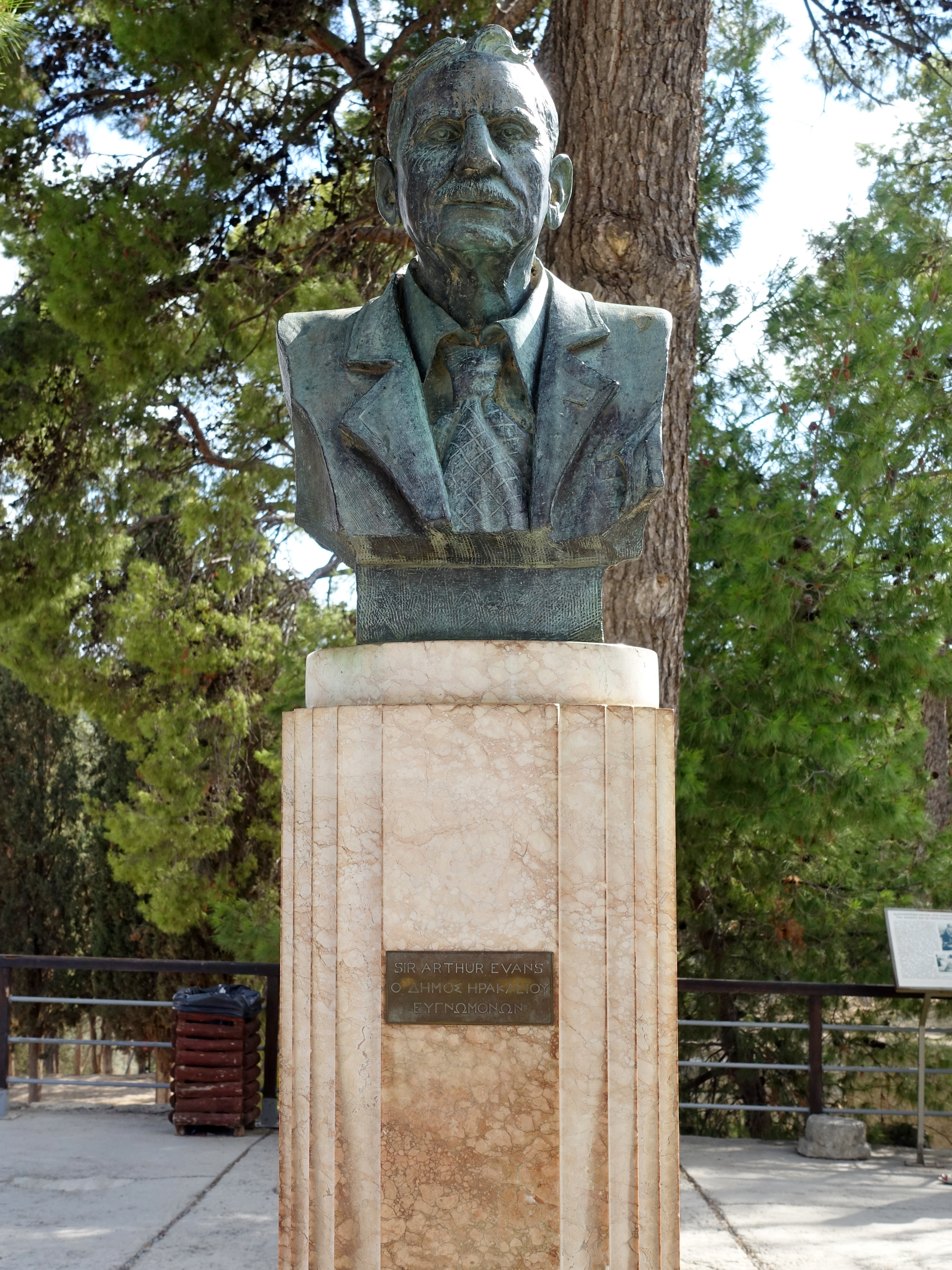
Statue de Arthur John Evans.

Arthur John Evans est né en 1851 à Nash Mills dans le Hertfordshire, un comté d'Angleterre au nord de Londres. Son père est lui-même un célèbre archéologue anglais.
Il commence par s'intéresser dans ses recherches scientifiques et archéologiques à la région de la Laponie et des Balkans. En 1882, il est expulsé de ces derniers par les Autrichiens « à cause de sa prise de position anti-turque (articles du Manchester Guardian) »[pas clair]. Au cours de ses voyages dans la Bosnie Autrichienne, il rencontre la famille serbe de Gavrilo Princip, il décrivit leur condition de vie qui était des plus misérables.
Ensuite, il devient, en 1884, directeur de l'Ashmolean Museum.

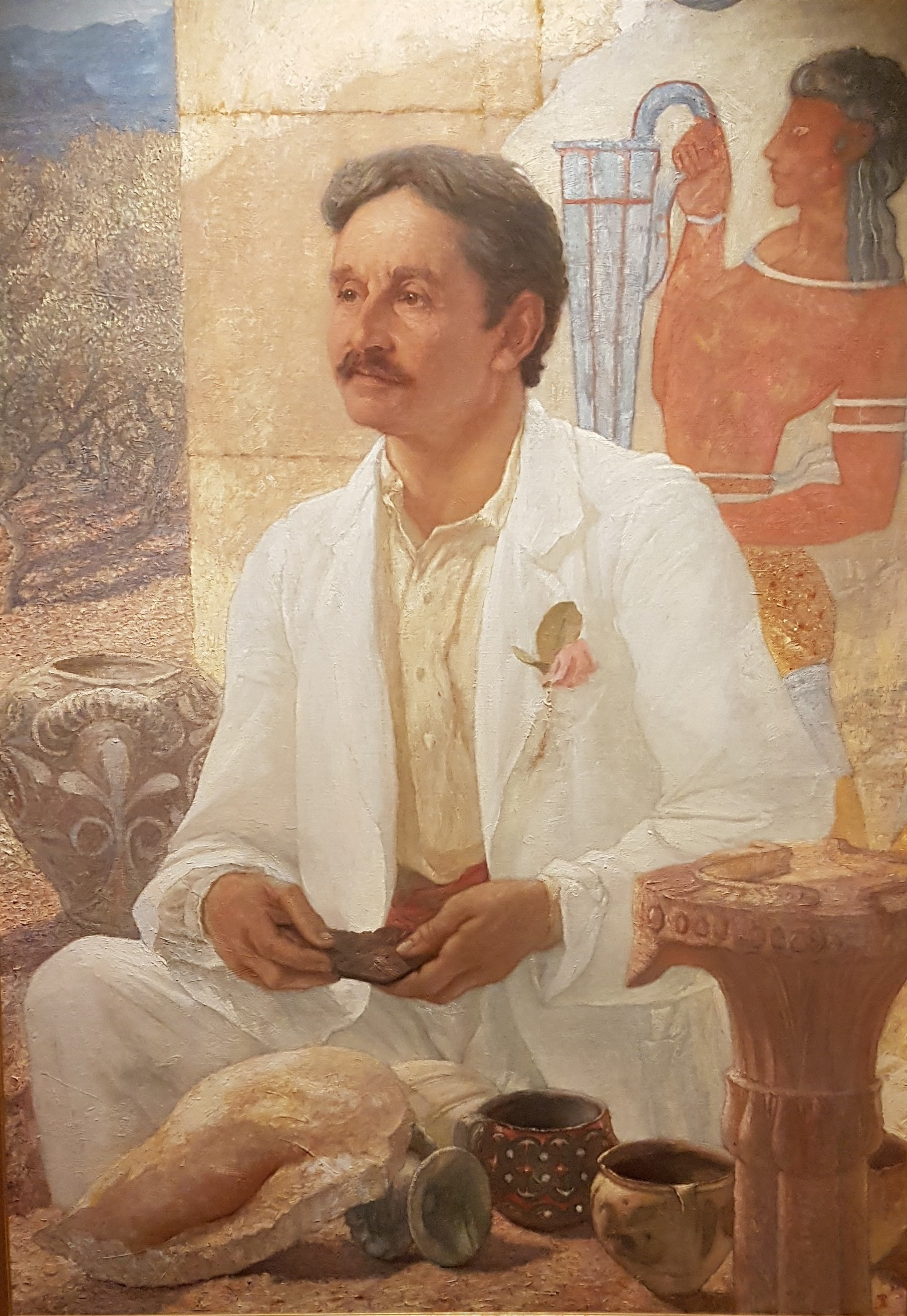
Sir Arthur Evans parmi les ruines du palais de Cnossos, par William Richmond (1907). Ashmolean Museum, Oxford.

Puis, en 1900, il commence des fouilles dans les îles (la Crète en particulier). Il y découvre la mythique civilisation des palais crétois, à Cnossos (Crète minoenne de l'âge du bronze), qui avait déjà été mentionnée dans des textes anciens, mais dont l'existence jusque-là n'avait pu être prouvée. Le site avait déjà été effleuré par Heinrich Schliemann, mais Evans en dégage le palais, dont la conservation paraissait compromise. Il entame une reconstruction archéologique in situ (en termes archéologiques, une anastylose).
Il s'intéresse tout particulièrement aux objets en terre cuite retrouvés sur les sites crétois : des fragments ou céramique entières. Il propose donc dès 1905 une chronologie de la civilisation minoenne en trois parties :
- le Minoen ancien
- le Minoen moyen
- le Minoen récent (chacune de ces périodes étant elle-même divisée en phases I, II et III)[3].

La salle du trône a ainsi été entièrement reconstituée, mais ressemblant sans doute de loin à ce qu'elle a dû être dans les temps anciens : ses peintures ressemblent assez à celles de l'art moderne de cette époque. De plus, il est impossible pour les archéologues actuels d'accéder aux couches inférieures.

Carte de l'île de Crète avec ses différents villes.

Arthur John Evans est élu membre de la Royal Society le 6 juin 1901. Ses travaux lui valent la médaille Copley en 1936.
Il est fait chevalier en 1911.
Il meurt en 1941, le 11 juillet, à Boars Hill dans le comté anglais du Oxfordshire.